# 3124 Kansas
A 3124 Kansas (ideiglenes jelöléssel 1981 VB) a Naprendszer kisbolygóövében található aszteroida. David J. Tholen fedezte fel 1981. november 3-án.